# Hyporhagus marginatus fabricii
Hyporhagus marginatus fabricii es una subespecie de coleóptero de la familia Monommatidae.

## Distribución geográfica
Habita en Brasil.